# 浅井虎夫
浅井 虎夫（あさい とらお、1877年〈明治10年〉8月23日 - 1928年〈昭和3年〉12月1日）は、日本の歴史学者。専門は中国法制史、日中関係史。

## 経歴
出生から修学期
1877年(明治10年)、兵庫県神戸に生まれた。1896年、兵庫県尋常中学校を卒業し、熊本の第五高等学校に入学。1899年、東京帝国大学文科大学漢学科史部に入学。大学では東洋史の市村瓚次郎、国史の星野恒、経済史の内田銀蔵、法制史の宮崎道三郎らから学び、1902年（明治35年）に卒業。同大学大学院に進学した。
法制史研究者として
1905年、台湾総督府に設置された臨時台湾旧慣調査会の嘱託となり、『清国行政法』の編纂に従事。1915年（大正4年）、『清国行政法』完成と同時に調査会を辞職し、帰郷した。
1923年（大正12年）、福岡高等学校（現在の九州大学教養部）教授に就任。1928年（昭和3年）8月、病気のために同高等学校教授を退官。同年12月に死去した。。

## 著作
著書
- 『支那法制史』博文館〈帝国百科全書 第104編〉、1904年3月。 NCID BN05940858。全国書誌番号:40022573。
  - 『支那法制史』（復刻版）信山社出版〈日本立法資料全集 別巻1150〉、2017年4月。 NCID BB23621766。全国書誌番号:22918897。
- 『支那日本通商史』金港堂、1906年2月。 NCID BN01937840。全国書誌番号:40035873。
  - 『支那日本通商史』（第2版）金港堂、1907年。doi:10.11501/1869648。
  - 『支那日本通商史』（復刻版）龍渓書舎、1995年6月。 NCID BN1369109X。全国書誌番号:95079853 全国書誌番号:95079854。
- 『女官通解』五車楼、1906年9月。 NCID BN15263734。全国書誌番号:66010273。
  - 『新訂 女官通解』所京子校訂、講談社〈講談社学術文庫 670〉、1985年2月。 NCID BN03308030。全国書誌番号:85031111。
- 『支那ニ於ケル法典編纂ノ沿革』京都法学会〈法律学経済学研究叢書 第7冊〉、1911年7月。 NCID BN09031304。全国書誌番号:40022572。
  - 『支那ニ於ケル法典編纂ノ沿革』瀧川政次郎解題（影印版）、律令研究会、1977年4月。 NCID BN0509403X。全国書誌番号:77014497。
  - 律令研究会 編『中国ニ於ケル法典編纂ノ沿革』瀧川政次郎解題（影印版第2版）、汲古書院、2016年7月。ISBN 9784762965746。 NCID BB21741530。全国書誌番号:22775443。
- 『福原の都』緑猗軒、1915年9月。 NCID BA41629026。全国書誌番号:43003617。
- 『新京都めぐり』緑猗軒、1915年9月。 NCID BA3341823X。全国書誌番号:43023063。

漢訳された著作
- 邵修文・王用賓 訳『中国歴代法制史』古今図書局、1906年7月。 NCID BA57789338。全国書誌番号:40022602。